# Kyle Goldwin
Kyle Albert Goldwin (* 24. April 1985) ist ein gibraltarischer Fußballspieler, welcher derzeit beim Lincoln Red Imps FC unter Vertrag steht.

## Karriere

### Verein
In seiner Jugend spielte er bei den Lincoln Red Imps, welche zu dieser Zeit noch den Namen Lincoln FC trugen. Bis Ende der Saison 2008/09 spielte er beim Laguna FC und wechselte dann zu Sporting Gibraltar. Bei diesem spielte er bis Ende der Saison 2012/13 und schloss sich danach für eine Saison dem in der Gibraltar Premier League spielenden Glacis United an. Aufgrund des großen Zuflusses an spanischen Spielern, nach der Aufnahme des gibraltarischen Verbandes durch die UEFA, wechselte er zum Gibraltar United FC, da hier der Fokus mehr auf Spieler aus Gibraltar selbst gelegt wurde. Mit dem Klub stieg er in die erste Liga auf und etablierte sich zwischen den Pfosten. Im Jahr 2016 sowie 2017 wurde er von den Fans in die Elf des Jahres gewählt. Im Sommer 2019 ging er zu den Red Imps zurück.

### Nationalmannschaft
Ab September 2016 war er ohne Einsatz mehrfach Teil des Länderspielkaders. Am 25. März 2018 beim 1:0-Freundschaftsspielsieg gegen Lettland fing er kein Gegentor. In der Nations League 2018/19 beim 1:0-Siegüber England blieb er zum ersten Pflichtspielsieg Gibraltars ebenfalls ohne Gegentor. Bis Ende November 2020 kam er in fast jedem Spiel zum Einsatz.